# John William Evans
John William Evans (27 juillet 1857 - 16 novembre 1930) est un géologue britannique.

## Biographie
Il est le fils d'Evan Evans, né à Londres et fait ses études à l'University College School et à l'University College. Il est admis au barreau en 1878 et travaille pendant un certain temps comme avocat .
Vers 1892, il étudie au Royal College of Science et obtient un D.Sc. après quoi il passe plusieurs années en Inde en tant que géologue, prenant sa retraite en 1905. À partir de 1911, il entame une nouvelle carrière en tant que maître de conférences et chercheur à l'Imperial College of Science and Technology .
Evans est élu membre de la Royal Society en 1919. À cette époque, il est chargé de cours en pétrologie à l'Imperial College et conseiller professionnel du Colonial Office sur les minéraux autres que le pétrole et le charbon . Il est président de l'Association des géologues de 1912 à 1914 et président de la Société géologique de Londres de 1924 à 1926.
Il reçoit la médaille Murchison de la Geological Society en 1922. Il reçoit l'Ordre de l'Empire britannique dans les honneurs du Nouvel An de 1923 pour son travail en tant que représentant des colonies et des protectorats administrés par le secrétaire d'État aux colonies au sein du conseil d'administration du bureau impérial des ressources minérales.
En 1882, il épouse Emily Read à Hampstead, Londres. Elle meurt l'année suivante et en 1901 il se remarie avec Jessie Granger avec qui il a deux filles.